# Melchior Vulpius
Melchior Vulpius (ca. 1570 - 7 de agosto 1615) foi um cantor e compositor alemão.
Vulpius veio de uma família pobre de artesãos. Estudou na escola local, em Wasungen (na Turíngia) com Johannes Steuerlein. Desde 1588, freqüentou a escola em Speyer. Depois de casar, em 1589, obteve uma posição no Ginásio de Schleusingen. Em 1596, foi nomeado cantor em Weimar.
Escreveu e publicou música da igreja, a mais conhecida é o hino Ach, mit Bleib deiner Gnade sob texto de Josué Stegmann. Esta composição foi muitas vezes realizada nas igrejas protestantes, no dia de Ano Novo ao final do serviço. Composições também importantes são:
- Cantiones Sacrae (1602, 1604),
- Kirchengesänge und Lieder Geistliche Dr. Lutero(1604),
- Beatissimae Canticum(1605) e
- Schön Ein Geistlich Gesangbuch(1609 ).

O Cantional (uma coleção de canções) foi publicado postumamente em 1646 na cidade de Gotha.

## Principais melodias
- Der Tag bricht an und zeiget sich
- Die helle Sonn
- Christus, der ist mein Leben
- Jesu, deine Passion
- Hinunter ist der Sonne Schein
- Lobt Gott den Herrn ihr Heiden all
- Ach bleib mit deiner Gnade

## Lista de obras selecionadas
- Pars prima Cantionum sacrarum (1602)
- Pars secunda selectissimarum Cantionum sacrarum (1603)
- Kirchen Geseng und Geistliche Lieder D. Martini Lutheri und anderer frommen Christen (1604)
- Erster Theil Deutscher Sonntäglicher Evangelien Sprüche (1612)
- Das Leiden und Sterben Unsers Herrn Erlösers Jesu Christi auß dem heiligen Evangelisten Matthäo (1613, new edition 1981)
- Der ander Theil Deutscher Sonntäglicher Ev. Sprüche (1614)